# Rafaela Villalverche

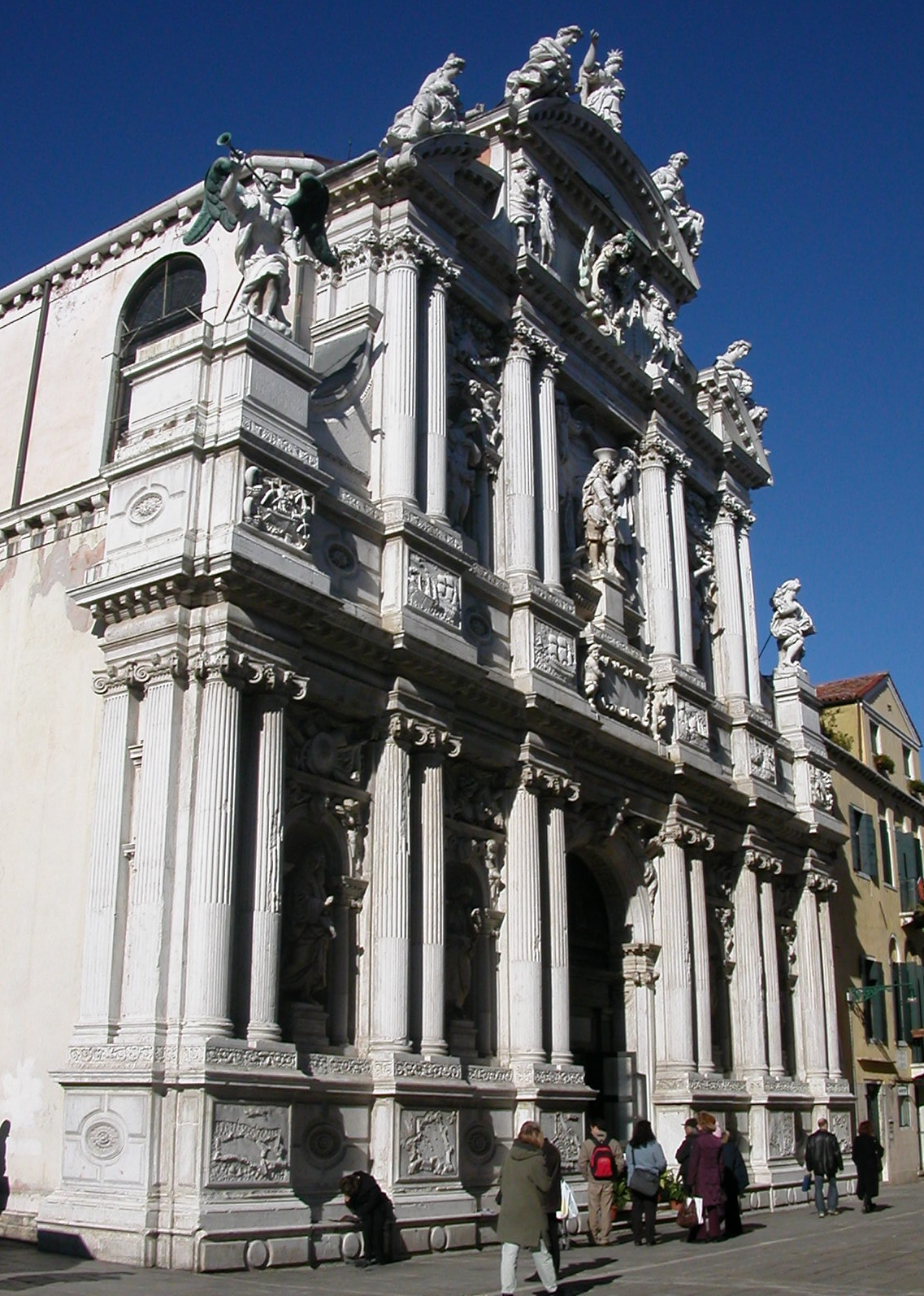
Fachada de Santa Maria del Giglio o Zobenigo donde se celebraron los funerales de Rafaela

Rafaela Villalverche (después conocida como María de Mendoza) (Madrid o alrededores, 1549-Venecia, 18 de septiembre de 1596) fue un músico español del siglo XVI.

## Biografía
Sus progenitores se desconocen, sabiéndose únicamente que se crio en casa de Alonso de Villalverche en Madrid.  Este origen desconocido sería el origen de sus problemas en su juventud y adultez, al ser el linaje uno de los grandes valores de la sociedad de la época.
Villalverche era de origen francés, y contaba, al menos con una hija Marcela de Villalberche.
La crianza en casa de Villalverche le proporcionó, además de un apellido, una educación en canto y música, así como de conversación siguiendo el ideal cortesano.
Gracias a esta esmerada educación, pasó a servir como doncella y tañedora (música) en casa de Juana de Aragón (o Juana de Borja), hija del futuro santo Francisco de Borja y viuda de Juan Enríquez de Almansa (-1559), IV marqués de Alcañices. La marquesa de Alcañices residía en un palacio en Toro, adonde se desplazó Rafaela hacia 1560. En este palacio Rafaela tuvo amores con Diego de Fonseca, hijo de Antonio de Fonseca, regidor de Toro.
Rafaela y Diego llegaron a comprometerse pese a la oposición de la familia de Diego lo que le llevó a a pasar a Ciudad Rodrigo, tras haber sido acuchillado por sus hermanos. 
Por su parte Rafaela fue despachada a Madrid por la marquesa viuda, saliendo de su palacio hacia 1563. 
En Madrid volvió a vivir a casa de Alonso de Villalverche que en ese momento moraba en unas casas en la portería nueva del convento de San Felipe el Real. Pertenecían estas casas a Benito de Cisneros, sobrino del cardenal, a quien servía entonces Villalverche.  Posteriormente Rafaela viviría de forma independiente, en unas casas de la calle del Águila o la de los Preciados.
En casa de Cisneros y otros nobles de la época como: marqueses de Priego (Catalina Fernández de Córdoba y Enríquez), y la de Pedro Zapata de Cárdenas; conoció muy posiblemente a otros músicos que habitaban la flamante sede de la corte española, como Pedro Ruiz Esparza, Francisco de Sarriá, Juan de Palomares y Andrés del Puerto.
En este ambiente conoció a Rodrigo de Mendoza, con quien tuvo amoríos que no acabaron en matrimonio.
Hacia 1568 mantenía una relación amorosa con  Íñigo López de Mendoza y Mendoza, que había obtenido en ese año el hábito de Santiago y era el hijo segundo de Íñigo López de Mendoza y Mendoza, III marqués de Mondéjar.
Pese a la oposición de la familia de Íñigo por los orígenes ignotos de Rafaela, contrajeron matrimonio el 25 de diciembre de 1569 ante el coadjutor de la parroquia de la Santa Cruz. Previamente se habían cumplido los preceptos del Concilio de Trento sobre matrimonios que habían sido favorables a la pareja, al no reconocer como impedimento del matrimonio la desigualdad social entre los contrayentes. Desde el enlace y posiblemente para diferenciarse de su vida anterior, Rafaela pasó a llamarse María de Mendoza.
Tras la boda, Íñigo sería llevado preso por el Consejo de Órdenes (ya que Íñigo era caballero de Santiago) a la cárcel de corte primero y después al castillo de Fuentidueña. En la capilla de San Marcos de esta fortaleza se velaron tras haber renunciado Íñigo al hábito de Santiago. Tras la liberación de Íñigo pasarían a vivir en Uclés. Cinco años después, en 1576, la familia de Íñigo consiguió un breve pontificio que permitió que este entrase jesuita en el colegio que la Compañía de Jesús regentaba en Cuenca (Colegio de la Circuncisión) y que Rafaela entrase religiosa concepcionista franciscana en Alcalá de Henares. Transcurridos dos meses abandonaron sendas comunidades religiosas.
Después de este intento de vida religiosa, pasaron a vivir en Alcalá de Henares. Íñigo llegaría a ser catedrático de prima en la universidad de Alcalá.
Posteriormente el matrimonio pasaría a vivir en Alcalá de Henares, donde Íñigo desarrolló una carrera como catedrático en su universidad.
En 1592 su marido fue nombrado por Felipe II como parte de la legación destinada a defender la sucesión al trono francés de la infanta Isabel Clara Eugenia ante los Estados Generales. Su marido pasó después a Flandes sirviendo en los Consejos de Estado y Guerra de esos estados. Se desconoce si María/Rafaela acompañó a su marido a esos destinos, pero se conoce que si que le acompañó a Venecia al ser nombrado embajador ante la Serenísima República de Venecia. 
Murió al año siguiente el 18 de septiembre de 1856, acompañada de su marido y uno de sus hijos y de la mujer de este. Tras su muerte, sus pompas fúnebres fueron costeadas por el Senado de la República de Venecia. Su cuerpo fue inicialmente depositado en Santa Maria Zobenigo.
Rafaela/María sería finalmente enterrada en la basílica de San Marcos por aceptar su viudo la oferta del Senado de Venecia.

### Individuales
1. ↑  «Institución - Colegio de la Circuncisión de Cuenca (España)». Portal de Archivos Españoles.
2. ↑  Galera Mendoza, Esther (1 de diciembre de 2022). «honras fúnebres de María de Mendoza en Venecia en 1596». BSAA arte (88): 111-145. ISSN 2530-6359. doi:10.24197/bsaaa.88.2022.111-145. Consultado el 6 de marzo de 2024.